# Rhipidia calverti
Rhipidia calverti är en tvåvingeart som beskrevs av Alexander 1912. Rhipidia calverti ingår i släktet Rhipidia och familjen småharkrankar.
Artens utbredningsområde är Costa Rica. Inga underarter finns listade i Catalogue of Life.